# Phú Long, Bình Đại
Phú Long là một xã thuộc huyện Bình Đại, tỉnh Bến Tre, Việt Nam.

## Địa lý
Xã Phú Long có diện tích 20,64 km², dân số năm 2014 là 6.074 người, mật độ dân số đạt 294 người/km².
Nằm trên tỉnh lộ 883 là cửa ngõ của huyện Bình Đại, xã Phú Long có tổng diện tích đất tự nhiên 2.064,37ha, là một xã nông nghiệp, độ phì nhiêu đất nhiều, người dân nơi đây sống bằng nghề trồng dừa, lúa, mía và các loại rau màu.